# Ghiacciaio di Château Blanc
Il ghiacciaio di Château Blanc (pron. fr. AFI: [ʃato blɑ̃]) si trova in Valle d'Aosta e prende forma e nome dal Monte Château Blanc.
Si trova nelle Alpi della Grande Sassière e del Rutor ed è contornato dal monte Château Blanc a sud e dal monte Paramont ad ovest. Scende in direzione nord-est. Il ghiacciaio è particolarmente visibile da Aosta e dalla media Valle d'Aosta.